# اولم (شهر)

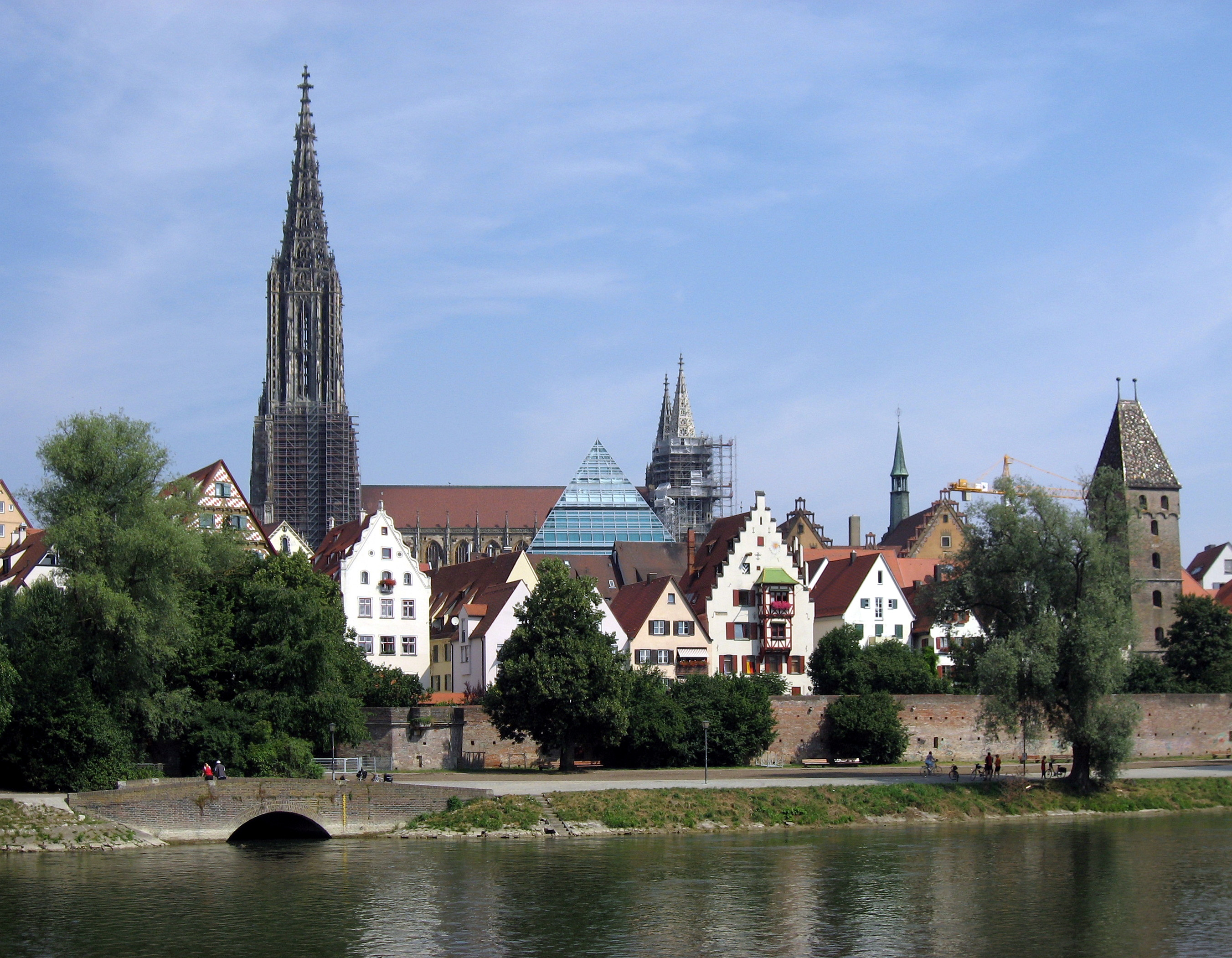
قسمت قدیمی شهر اولم از زاویه ساحل رود دانوب.

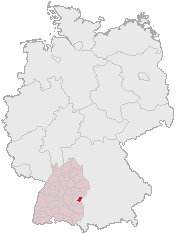
موقعیت جغرافیایی شهر اولم در آلمان.

اولم (به آلمانی: Ulm) یکی از شهرهای ایالت بادن-وورتمبرگ در جنوب غربی آلمان است. این شهر در ۳۱ دسامبر ۲۰۰۸ جمعیتی بالغ بر ۱۲۱۶۴۸ نفر داشت. این شهر در کنار رودخانهٔ دانوب واقع شده‌است.
یکی از افتخارات این شهر این است که آلبرت اینشتین در این شهر متولد شده‌اند. همچنین کلیسای اولم در این شهر قرار دارد که با ارتفاع برج این کلیسا که ۱۶۱ متر است آن را به بلندترین برج کلیسا در جهان تبدیل کرده‌است.
همچنین فیلد مارشال رومل (معروف به روباه صحرا) که یکی از نوابغ نظامی جهان در جنگ جهانی دوم بود نیز زاده این شهر است.